# Ciortești
Ciorteşti é uma comuna romena localizada no distrito de Iaşi, na região de Moldávia. A comuna possui uma área de 64.70 km² e sua população era de 4227 habitantes segundo o censo de 2007.